# Maxence Idesheim
Maxence Idesheim (* 8. Juli 1974 in Quimper) ist ein ehemaliger französischer Snowboarder.

## Werdegang
Idesheim fuhr zu Beginn der Saison 1994/95 in Zell am See erstmals im Snowboard-Weltcup der FIS und belegte dabei den 17. Platz im Riesenslalom und den sechsten Rang im Parallelslalom. Im weiteren Saisonverlauf erreichte er in Oberjoch mit dem dritten Platz im Parallelslalom seine erste Podestplatzierung und zum Saisonende den zehnten Platz im Parallel-Weltcup. In der Saison 1995/96 errang er mit 15 Top-zehn-Platzierungen den zehnten Platz im Riesenslalom-Weltcup, den siebten Rang im Gesamtweltcup sowie den dritten Platz im Slalom-Weltcup. Dabei wurde er zweimal Dritter und einmal Zweiter. Zudem holte er im Parallelslalom am Mount Bachelor seinen ersten Weltcupsieg. Beim Saisonhöhepunkt, den Snowboard-Weltmeisterschaften 1996 in Lienz, wurde er im Parallelslalom sowie im Riesenslalom jeweils Zehnter. Nach Platz 30 im Snowboardcross in Zell am See zu Beginn der Saison 1996/97, kam er im Weltcup 13-mal unter die ersten zehn. Dabei siegte er im Parallelslalom in Bardonecchia und errang im Slalom in Sestriere den dritten Platz. Bei den Snowboard-Weltmeisterschaften 1997 in Innichen fuhr er auf den 20. Platz im Parallelslalom und auf den 15. Rang im Slalom. Die Saison beendete er auf dem zehnten Platz im Gesamtweltcup, auf dem neunten Rang im Riesenslalom-Weltcup sowie auf dem fünften Platz im Slalom-Weltcup. In der Saison 1997/98 errang er im Weltcup zehn Top-zehn-Ergebnisse und zum Saisonende den siebten Platz im Riesenslalom-Weltcup, den fünften Platz im Slalom-Weltcup sowie den vierten Platz im Gesamtweltcup. Zudem holte er im Parallel-Riesenslalom in Les Gets seinen dritten und damit letzten Weltcupsieg sowie kam in Oberstdorf auf den zweiten Platz im Parallelslalom. Bei seiner einzigen Olympiateilnahme im Februar 1998 in Nagano wurde er Achter im Riesenslalom. 
Zu Beginn der Saison 1998/99 belegte Idesheim in Zell am See den 20. Platz im Parallelslalom und den dritten Rang im Riesenslalom. Im weiteren Saisonverlauf kam er neunmal unter die ersten zehn, darunter zwei dritte Plätze sowie einen zweiten Platz und erreichte damit jeweils den neunten Platz im Gesamt und im Slalom-Weltcup sowie den fünften Rang im Riesenslalom-Weltcup. Beim Saisonhöhepunkt, den Snowboard-Weltmeisterschaften 1999 in Berchtesgaden, gewann er die Silbermedaille im Riesenslalom. Zudem wurde er dort Zehnter im Parallel-Riesenslalom und Achter im Parallelslalom. In der Saison 1999/2000 kam er mit Platz drei im Riesenslalom in Tignes letztmals im Weltcup aufs Podest und errang zum Saisonende den 30. Platz im Gesamtweltcup. In der folgenden Saison fuhr er bei den Snowboard-Weltmeisterschaften 2001 in Madonna di Campiglio auf den 87. Platz im Riesenslalom sowie auf den 36. Rang im Parallelslalom und im Februar 2001 in München bei seinem letzten Weltcup auf den 30. Platz im Parallelslalom.

## Teilnahmen an Weltmeisterschaften und Olympischen Winterspielen

### Olympische Winterspiele
- 1998 Nagano: 8. Platz Riesenslalom

### Snowboard-Weltmeisterschaften
- 1996 Lienz: 10. Platz Riesenslalom, 10. Platz Parallelslalom
- 1997 Innichen: 15. Platz Slalom, 20. Platz Parallelslalom
- 1999 Berchtesgaden: 2. Platz Riesenslalom, 8. Platz Parallelslalom, 10. Platz Parallel-Riesenslalom
- 2001 Madonna di Campiglio: 36. Platz Parallelslalom, 87. Platz Riesenslalom

## Weltcupsiege und Weltcup-Gesamtplatzierungen

### Weltcupsiege
| Nr. | Datum         | Ort            | Disziplin             |
| --- | ------------- | -------------- | --------------------- |
| 1.  | 16. März 1996 | Mount Bachelor | Parallelslalom        |
| 2.  | 9. März 1997  | Bardonecchia   | Parallelslalom        |
| 3.  | 6. März 1998  | Les Gets       | Parallel-Riesenslalom |

### Weltcup-Gesamtplatzierungen
| Saison    | Gesamt | Gesamt | Snowboardcross | Snowboardcross | Parallel | Parallel | Parallel-Riesenslalom | Parallel-Riesenslalom | Parallelslalom | Parallelslalom | Riesenslalom | Riesenslalom | Slalom | Slalom |
| Saison    | Punkte | Platz  | Punkte         | Platz          | Punkte   | Platz    | Punkte                | Platz                 | Punkte         | Platz          | Punkte       | Platz        | Punkte | Platz  |
| --------- | ------ | ------ | -------------- | -------------- | -------- | -------- | --------------------- | --------------------- | -------------- | -------------- | ------------ | ------------ | ------ | ------ |
| 1994/95   | -      | -      | -              | -              | 1510     | 10.      | -                     | -                     | -              | -              | -            | -            | -      | -      |
| 1995/96   | 760    | 7.     | -              | -              | -        | -        | -                     | -                     | -              | -              | 2360         | 10.          | 5480   | 3.     |
| 1996/97   | 654    | 10.    | 32             | 87.            | -        | -        | -                     | -                     | -              | -              | 2810         | 9.           | 2988   | 5.     |
| 1997/98   | 756    | 4.     | -              | -              | -        | -        | -                     | -                     | -              | -              | 2960         | 7.           | 2760   | 5.     |
| 1998/99   | 694    | 9.     | -              | -              | -        | -        | -                     | -                     | -              | -              | 3650         | 5.           | 2300   | 9.     |
| 1999/2000 | 337    | 30.    | 222            | 55.            | 1182     | 23.      | 1182                  | 23.                   | -              | -              | -            | -            | -      | -      |
| 2000/01   | 123    | 66.    | 32             | 82.            | -        | -        | -                     | -                     | 402            | 50.            | -            | -            | -      | -      |